# Diário de Viagem
Diário de Viagem é um filme de drama brasileiro de 2022 dirigido e escrito por Paula Kim. O filme é estrelado por Manoela Aliperti e acompanha a história de uma jovem que, ao retornar de um intercâmbio na Irlanda, tem que lidar com uma série de transtornos e obsessões adquiridas na estadia fora do país. O elenco secundário é composto por Virgínia Cavendish, Eucir de Souza, Pedro Ogata e Daniel Botelho.
O filme conta com participações especiais de Clarisse Abujamra, André Ramiro, Eliana Fonseca, Lorena Tucci, Simone Collins, Aaron Katambay, Maxim Tribug e Alex Hannigan.

## Enredo
Em 1995, após a implantação do Plano Real no Brasil, os pais da adolescente paulistana Liz (Manoela Aliperti) a enviam a um intercâmbio na Irlanda. No entanto, a menina de 13 anos, proveniente de uma família de classe média emergente, não compartilha das expectativas de seus pais e tem uma experiência desastrosa durante a viagem. Liz retorna a São Paulo desequilibrada e obsessiva, com um transtorno alimentar que afeta todos os aspectos de sua vida. Como lidar com essa difícil realidade?

## Elenco
- Manoela Aliperti como Liz
- Virgínia Cavendish  como Regina, mãe de Liz
- Eucir de Souza como Marcos, pai de Liz
- André Ramiro como Dr. Rafael
- Clarisse Abujamra como Dra. Rute
- Daniel Botelho como Lucas
- Pedro Ogata como João
- Lorena Tucci como Mariana
- Yasmin Thin Qi como Patty
- Eliana Fonseca como Professora Eliana
- Simone Collins como Ivy
- Alex Hannigan como Jamie
- Aaron Katambay como Joost
- Maxim Trigub como Alexander

## Produção
Diário de Viagem é o primeiro filme de ficção escrito e dirigido pela cineasta Paula Kim. O filme é baseado em experiências pessoais da própria diretora. Paula enfrentou a anorexia nervosa em tenra idade e usou suas próprias experiências para criar um filme que aborda o tema e sua superação. Ela destaca que algumas pessoas acreditam que transtornos alimentares não têm cura, mas ela é a prova viva de que isso não é verdade.

### Desenvolvimento
Paula Kim teve que superar um dos maiores desafios enfrentados por cineastas independentes ao buscar uma produtora para concretizar seu projeto e roteiro de sua autoria. Apesar de não ter sucesso nessa empreitada, ela não desistiu e criou a Sam Ka Pur Filmes, que busca gerar impactos positivos na sociedade por meio do audiovisual. Em entrevista, Paula revelou que demorou um tempo para acreditar que poderia abrir sua própria empresa e produzir seu próprio filme, que levou 12 anos para ficar pronto, desde o roteiro final até a finalização. O sonho da diretora se concretizou além das suas expectativas. Antes mesmo de estrear nos cinemas, a produção alcançou destaque em projetos internacionais, sendo inclusive o primeiro filme brasileiro a participar do Atelier do Cinéfondation no Festival de Cannes, na França, em 2015.

### Filmagens
Sara Silveira encabeçou a produção de Diário de Viagem em 2019, juntamente com a própria Paula. A produção executiva foi realizada por Maria Ionescu. O filme contou com apoio de produção da empresa Dezenove Som e Imagem Ltda.
Os diretores de fotografia responsáveis foram Kátia Coelho e Naji Sidki.
Para a música, Rica Amabis produziu a trilha sonora que compõe o filme.
A maior parte das chefes de equipe de Diário de Viagem foi composta por mulheres, uma forma de resistência ao machismo usualmente presente no set de cinema.
As filmagens se iniciaram em 05 de Junho de 2019, em São Paulo.

#### São Paulo
O interior do apartamento de Liz foi gravado em uma residência, hoje uma Casa de Repouso chamada Sá & Sacalina, no Bairro Barro Branco (Zona Norte), em São Paulo. A residência foi ambientada com objetos comprados em bazares de caridade com a intenção de construir um lugar opressor e evocar a década de 1990, quando a história acontece.
A escola de Liz foi filmada na Escola Vera Cruz na Vila Leopoldina.
As imagens dentro do avião foram filmadas na Chácara do Piloto, em Araraquara.
As imagens na sequência final do filme foram gravadas na Cachoeira do Pimenta, em Cunha.

#### Irlanda
Na Irlanda, as cenas foram filmadas em locações famosas, como o St. James Gate (o turístico portão da fábrica da cervejaria Guinness) e na loja de vinis The Rage, em 8 Crow St, Temple Bar.
Outro ponto icônico de Black Rock é a área próxima a Blackrock Baths e a Blackrock Raiway Station, onde Liz faz amizades pela primeira vez.
As filmagens terminaram em 01 de Agosto de 2019, em Blackrock (Dublin). A última cena filmada foi a da cozinha, na festinha em Dublin, em que Lucas oferece uma bebida a Liz e são interrompidos por Jane.
O trecho filmado na Irlanda foi produzido por Edwina Forkin (Zanzibar Films) e teve Paddy McCarney como produtor executivo.
Uma parte da equipe irlandesa que participou das filmagens em Dublin foi formada por profissionais que trabalharam no celebrado filme Once, como a diretora de casting Maureen Hughes e o primeiro assistente de direção John Burns.

### Pós Produção
Diário de Viagem foi editado por Ide LaCreta entre o segundo semestre de 2019 e o início de 2020, quando foi identificado o início da Pandemia de COVID-19.
Inicialmente estavam cotadas músicas internacionais dos anos 90 para compor a trilha sonora do filme, mas devido à alta do dólar decorrente das crises causadas pela pandemia esta trilha original foi inviabilizada.
As demais faixas originais foram produzidas por Amabis.
A mixagem se estendeu até o segundo semestre de 2021 devido a restrições físicas impostas pela Pandemia de Covid-19 no Estado de São Paulo.
O lançamento de Diário de Viagem sofreu com os Impactos da pandemia de COVID-19 no cinema. Em 2020 e 2021 a participação em festivais de cinema internacionais foi prejudicada pela pós produção alongada e encarecida da obra, pelo cancelamento de muitos festivais de cinema quando o filme estava com o primeiro corte em 2020 e pelo formato exibição online que estes festivais adotaram, o que fez com que muitas distribuidoras, produtoras e diretoras no mundo inteiro resolvessem aguardar a pandemia passar. Por esta razão, em maio de 2023 Diário de Viagem permanece sem pré-estreia mundial (internacional).

## Lançamento
O filme foi selecionado para o Festival do Rio, que ocorreu entre 6 e 16 de outubro de 2021, sendo exibido na mostra de filmes Première Brasil: Novos Rumos Longa. A sessão de debate no festival foi mediada pelo crítico e jornalista Luiz Carlos Merten.

### Salas de Cinema
No Brasil, seu lançamento comercial ocorreu em 17 de novembro de 2022 no Cine Belas Artes, em São Paulo Ficou em cartaz até meados de Janeiro de 2023, quando entrou no Circuito SPCine, tendo uma jornada relativamente longa nos cinemas para um longa metragem nacional.

### Streaming / VOD
Em Janeiro de 2023 Diário de Viagem passou a poder ser assistido em plataformas de streaming no território nacional como ClaroTV+, VivoPlay e no Belas Artes A La Carte.

### Exibição na TV
Em 29 de março de 2023, o filme foi exibido pelo Canal Brasil na Mostra Cine Delas, que durante o mês de março exibiu oito longas-metragens dirigidos por cineastas mulheres em homenagem às comemorações do Dia Internacional das Mulheres.

## Recepção

### Resposta da crítica
O filme dividiu a crítica especializada.

#### Crítica Negativa
Escrevendo para a Folha de S.Paulo, o crítico Inácio Araújo disse que o filme é "íntegro", no entanto entediante ao retratar o tema de anorexia. Para ele, o filme Diário de Viagem pode ser confuso para o espectador em relação ao seu contexto. À primeira vista, parece tratar-se de um filme sobre a adolescência e a transição da infância para a juventude, com todas as dificuldades que isso acarreta. No caso de Liz, a protagonista, tudo começa com uma viagem internacional, na qual ela busca expressar seus sentimentos e experiências por meio da escrita. Araújo ainda cita a construção dos personagens dos pais de Liz, interpretados por Virgínia Cavendish e Eucir de Souza, que não possuem identidade e aprofundamento de história, definindo-os como personagens "nulos" e "alienados", existentes apenas para o filme.
Marcelo Müller, crítico do website Papo de Cinema, também destacou a falta de construção dos personagens secundários, bem como a dificuldade de conexão entre a protagonista e os coadjuvantes. Para Müller, o filme apresenta não apenas problemas conceituais, mas também falhas na execução que enfraquecem a importante mensagem de alerta que ele carrega. Paula parece não se interessar pela individualidade dos personagens coadjuvantes, o que resulta em planos que seguem quase sempre o mesmo esquema: Liz no centro das atenções e os demais personagens atuando como figurantes em uma paisagem artificial. Isso cria a sensação de que as pessoas ao redor de Liz são apenas atores seguindo marcações, e a diretora não injeta vivacidade nos quadros, o que expõe o elenco à noção de artificialidade. Essas fragilidades dificultam a conexão emocional com a protagonista e comprometem a dimensão ficcional da narrativa, prejudicando a densidade do drama. Apesar de abordar um tema importante, Paula acaba priorizando a denúncia e o alerta em detrimento do desenvolvimento dos personagens e da espontaneidade da trama.

#### Crítica Positiva
Já o crítico Celso Sabadin escreveu para o website Planeta Tela que a obra, de narrativa linear e clássica, é um verdadeiro filme-alerta a ser visto e debatido por pais, adolescentes e educadores. Ele inicia seu texto citando que há muitos anos, quando viu na televisão um filme sobre a cantora Karen Carpenter, morta prematuramente aos 33 anos, vítima de anorexia, teve uma sensação estranha no dia seguinte: parecia que todo mundo que ele conhecia havia visto o filme. E reflete que gostaria que o mesmo acontecesse com Diário de Viagem em sua estreia nos cinemas.
Seguindo a mesma linha, Alex Gonçalves, do site Cine Resenhas, deu quatro (de cinco) estrelas ao filme. Segundo Alex, não é preciso ser adulto para perceber as demandas de se apresentar e se portar de determinada maneira para o mundo, bem como a necessidade de nutrir bons relacionamentos com todos ao redor, sobretudo aqueles que detêm certa popularidade. Para Gonçalves, em Diário de Viagem temos um caso notório em que contar atrás das câmeras com uma artista que passou pelos mesmos dramas de sua protagonista ficcional se mostra essencial para um resultado cuidadoso e sem filtros de um tema difícil de se encenar. Paula Kim constrói um drama em que não há soluções fáceis e muito menos piegas para o martírio de Liz, compreendendo exemplarmente uma geração que ainda não estava contaminada pelos dispositivos eletrônicos e interações virtuais e instantâneas de nossa contemporaneidade. Alex adiciona que a diretora e autora propicia um terreno amplo e seguro para Manoela Aliperti brilhar. Mais conhecida pelos televisivos Malhação: Viva a Diferença e As Five, a atriz paulistana atravessa as fases de Liz atendendo às exigências físicas do papel e defendendo uma personalidade difícil que conta com a nossa cumplicidade sem em nenhum momento clamar por ela.
Sob uma visão crítica feminina, a autora e escritora Graciela Paciência escreve no website Cinema De Buteco que o primeiro longa-metragem da cineasta Paula Kim, explora, sob uma direção regada a muita sensibilidade, as angústias de quem sofre de transtornos alimentares e como isso pode afetar todos os campos da vida de uma pessoa. A transformação de Liz, ao longo do filme, nos dá a percepção de como a privação de alimentos pode mudar alguém em cada detalhe e refletir em todas as suas relações. Liz não tem um sentimento de pertencimento nos círculos sociais que frequenta, não se vê como parte de um grupo, sua autoestima, cada vez mais, cai. É como se o esforço de deixar de comer fosse a resposta para todos os seus questionamentos sobre si mesma. Graciela escreve que nos compadecemos por uma pessoa tão jovem carregar um fardo tão pesado em suas costas, quando suas preocupações não deveriam ser algo além do esforço para ter boas notas no colégio e, talvez, algum flerte. Na visão de Paciência, os pais compreensivelmente tentam intervir para a recuperação da filha, mas, assim como acontece quando alguém precisa deixar de usar drogas, a decisão de decidir parar tem que partir da própria vítima. Para a crítica, Paula Kim demonstra um certo distanciamento da narrativa sem perder a familiaridade e o respeito, competências necessárias para abordar um tema tão sensível. Virginia Cavendish brilha no papel da mãe da adolescente e transmite a sensação de incerteza de questionamentos sobre o que pode ter feito de errado. Por sua vez, Eucir de Souza interpreta o papel do pai da adolescente, alguém a quem ela vê como homem respeitável e respeitador, apesar da relação deles estar bastante balançada desde antes da viagem da adolescente. Mas é Manoela Aliperti a estrela do filme e quem mostra muito talento em um papel difícil de ser mostrado em tela. A decadência de Liz é assustadora, comovente e admirável e a atriz tem tudo para ter, cada vez mais, destaque no audiovisual brasileiro. Graciela ainda menciona que o cinema nacional com abordagem jovem ainda sofre preconceito por parte do público e com pouca divulgação, mas Diário de Viagem merece a atenção dos jovens que gostam e consomem filmes e/ou séries, independente da faixa etária. Califórnia, da Marina Person, As Melhores Coisas do Mundo, de Laís Bodanzky, e Antes que o Mundo Acabe (Ana Luíza Azevedo) são sugestões de títulos que, assim como Diário de Viagem, trazem adolescentes tendo que passar por um processo de amadurecimento antes do momento que normalmente é esperado.
No website especializado na sétima arte CinePop, o jornalista Raphael Camacho destaca no título da crítica a atuação brilhante de Manoela Aliperti. Também cita a obra O Retrato de Dorian Gray, mencionada logo nos minutos iniciais, dizendo que ela é uma espécie de abre-alas de que vamos caminhar em uma história sobre a mente e os paralelos com o corpo num corredor de medo e aflição tendo a busca pela perfeição (no caso aqui: não engordar) como algo constante, intenso e muitas vezes inconsequente. Para Camacho, as variáveis que cercam a protagonista acabam encontrando seu espaço na narrativa de forma contundente. O maior exemplo são os pais dela, que percebem que há algo de errado mas demoram pra agir, não sabendo na maior parte do tempo lidar com aquela situação, caminhando para um iminente conflito. Além disso, toda a situação abala a família, levando a mãe ao desespero e o pai a momentos de explosão e descontrole (o alcoolismo se mostra presente inclusive). Com o físico e o psicológico abalado, sua desgastante rotina a coloca em momentos de mais tristezas na escola, onde o bullying aparece. Para Camacho, este profundo drama borbulha nas emoções dilacerantes de uma jovem com um distúrbio alimentar que paralisa a vida. Segundo ele, o objetivo de conscientizar para a anorexia nervosa é atingido, deixando o público em uma reta de reflexões sobre o assunto.

### Resposta de profissionais
Diário de Viagem teve repercussão positiva no Brasil entre os profissionais da área médica especializados no tratamento de transtornos alimentares.
Professor, psiquiatra, coordenador e criador do AMBULIM - Programa de Transtornos Alimentares do Instituto de Psiquiatria do Hospital das Clínicas da Faculdade de Medicina da Universidade de São Paulo, o doutor Táki Athanássios Cordas convidou a cineasta para uma live intitulada "Assistir ao filme "Diário de Viagem": Para quê?" em seu perfil oficial do instagram em 08 de Novembro de 2022, gerando atenção de médicos, psicólogos, terapeutas, nutricionistas e cuidadores especializados no tratamento de transtornos alimentares para o filme.
Autora do best seller O Peso das Dietas, a nutricionista pesquisadora em comportamento alimentar, influenciadora e palestrante Sophie Deram também convidou a diretora para uma live em seu perfil oficial em 10 de Novembro de 2022 para falar do filme.